# Refugi de Riba Escorjada
El refugi de Riba Escorjada és un refugi de muntanya de la Parròquia de Canillo (Andorra) a 2.070 m d'altitud i situat a la Vall de Riba Escorjada, a l'esquerra del torrent, entre el Pla dels Espiolets i l'Obaga de les Mussoles.

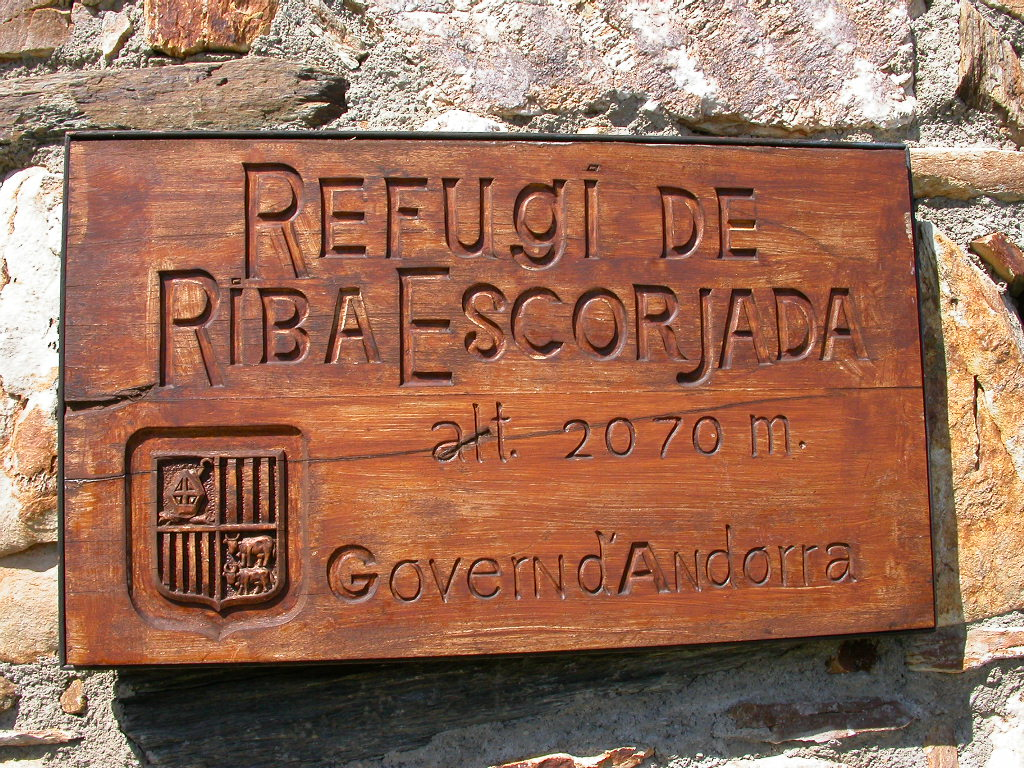
Placa identificativa a l'exterior.